# المخيضر (المضاربة والعارة)

تعديل مصدري - تعديل

المخيضــر هي إحدى قرى عزلة العارة بمديرية المضاربة والعارة التابعة لمحافظة لحج، بلغ تعداد سكانها 95 نسمة حسب تعداد اليمن لعام 2004.